# Group Bravery Citation
Cytacja Odwagi Grupowej (ang. Group Bravery Citation) – australijskie cywilne odznaczenie przyznawane grupie osób która odznaczyła się bohaterskim i wartym odnotowania zachowaniem w niezwykłych okolicznościach, stawiając w niebezpieczeństwie własne życie aby uratować inne osoby lub ich mienie. Odznaczenie ustanowiono w 1990 i do 2006 przyznano je 58 razy (łącznie otrzymało je 404 osoby). W hierarchii odznaczeń cywilnych przyznawanych za odwagę jest piątym, dodatkowym odznaczeniem oprócz tych nadawanych indywidualnie:
1. Krzyż Waleczności (CV)
2. Gwiazda Odwagi (SC)
3. Medal za Odwagę (BM)
4. Pochwała za Odważne Zachowanie